# 東京都立高島特別支援学校
東京都立高島特別支援学校（とうきょうとりつ たかしまとくべつしえんがっこう）は、東京都板橋区高島平に所在する特別支援学校。知的障害のある児童生徒を対象としており、小学部と中学部を設置している。

## 概要
高島特別支援学校は、東京都の「障害児希望者全員就学」の方針に基づき、1973年に設立された。1974年に小学部が、1975年に中学部（1年2学級）が設置された。1985年には高等部も併設され、小・中・高の三学部構成となったが、1989年に高等部は東京都立板橋養護学校（現・東京都立板橋特別支援学校）への移行に伴い廃止された。以降は、小学部・中学部を設置する知的障害特別支援学校として運営されている。
本校には、普通学級のほか、自閉症学級および重度・重複障害学級が設置されている。通学支援として、スクールバスおよび医療的ケア児専用車両が運行されている。
また、学校間交流として、板橋区立高島第三小学校、板橋区立高島第五小学校、板橋区立高島第三中学校、東京都立高島高等学校との交流活動を行っている。
中学部卒業後は、主に東京都立板橋特別支援学校や東京都立練馬特別支援学校の高等部へ進学する。

## 児童・生徒・教職員数
令和7年度（2025年度）
- 小学部 242名
- 中学部 150名
- 計 392名
- 教職員 133名

## 通学区域
- 板橋区（下記以外の地域）※東京都立板橋特別支援学校高等部へ進学する[5]。
  - 東京都立王子特別支援学校の学区：稲荷台、本町、加賀、仲宿、板橋
- 練馬区
  - 旭町、田柄、春日町、高松一～四、光が丘、北町、平和台、錦、氷川台、早宮　※東京都立板橋特別支援学校高等部へ進学する。
  - 貫井、向山、羽沢、桜台、練馬、小竹町、栄町、旭丘、豊玉上、豊玉北、豊玉中、豊玉南、中村北、中村、中村南　※東京都立練馬特別支援学校高等部へ進学する。

## スクールバスコース
- 大山コース[1]
- 若木コース
- 豊玉コース
- 常盤台コース
- 中村コース
- 光が丘コース
- 志村コース
- 舟渡コース
- 貫井コース
- 千川コース
- 氷川台コース
- 西台コース
- 練馬コース

## 所在地
〒175-0082 東京都板橋区高島平3-7-2